# West (Groningen)
West is een van de zeven gebiedsdelen van de gemeente Groningen. Het omvat het westelijke deel van de oude gemeente Groningen, voor de fusie met Haren en Ten Boer. Het gebiedsdeel is onderverdeeld in drie wijken: Noordwest, Nieuw-West en Hoogkerk e.o.. In het college van burgemeester en wethouders dat in 2022 aantrad is Eelco Eikenaar van de SP aangewezen als gebiedsdeelwethouder voor de West. De verdeling van de gemeente in gebiedsdelen dateert uit 2014. De oude gemeente Groningen werd toen in vijf stadsdelen verdeeld. Bij de samenvoeging met Haren en Ten Boer in 2019 werd dat uitgebreid tot zeven, waarbij de oude gemeenten Haren en Ten Boer beide in hun geheel een nieuw gebiedsdeel werden.